# Christa Helm
Christa Helm rozená Sandra Lynn Wohlfeil (11. listopadu 1949 Milwaukee – 12. února 1977 Los Angeles) byla americká herečka. Její vražda dosud nebyla vyřešena.

## Životopis
Narodila se 11. listopadu 1949 v Milwaukee ve Wisconsinu jako Sandra Lynn Wohlfeil. Její matka byla v domácnosti a otec pracoval ve stavebnictví. Měla dvě sestry. Manželství jejích rodičů nebylo šťastné a skončilo rozvodem, když byly Christě tři roky. Z její matky se stala alkoholička a proto se sestry přestěhovaly k otci a jeho nové ženě. Když bylo Christě 17 let, začala navštěvovat kurzy karate, které vedl o 17 let starší Gary Clements. Když s ním otěhotněla, bylo domluveno, že se vezmou. Manželství však netrvalo dlouho, protože Gary zmizel hned druhý den po svatbě. Jako svobodné matce se jí v roce 1966 narodila dcera Nicole. Navzdory situaci se Christa stále snažila následovat svůj sen stát se filmovou hvězdou. Spolu s kamarádkou se rozhodla odjet do Chicaga a získat místo hostesky v Playboy Clubu, z čehož nakonec sešlo.
V roce 1968 se rozhodla přestěhovat se do New Yorku. Svou dvouletou dceru nechtěla přivést do velkoměsta, proto ji umístila do péče pečovatelky ve Vermontu, kam ji jezdila navštěvovat. Christa měla plán, že až se jí podaří se prosadit a Nicole dovrší 10 let, vezme si dceru k sobě. Když žila na Manhattanu, setkala se s bohatým producentem jménem Stuart Duncan, který se stal jejím hlavním finančním podporovatelem. Duncan měl ambice na poli filmové a divadelní produkce. Ten ji také obsadil do hlavní role v nízkorozpočtového filmu Let's Go for Broke, ke kterému Christa nazpívala i úvodní skladbu. Film však nebyl úspěšný. V roce 1976 se přestěhovala do Los Angeles, kde získala malou roli v seriálech Starsky a Hutch a Wonder Woman.
Často se účastnila hollywoodských večírků, aby se lépe seznámila se zdejší smetánkou. Bylo o ní známo, že má velmi pestrý sexuální život zahrnující ženy i muže, a že si své intimní zkušenosti zapisuje do deníku. Christa se o svém deníku a kazetových nahrávkách nezdráhala mluvit, před čímž jí někteří varovali. Deník měl obsahovat jména jako Warren Beatty, Jack Nicholson, Mick Jagger, Joe Namath, Johnny Rivers, Desi Arnaz, Jr. a mnoho dalších. Věřilo se, že slávu hledající herečka chce deník využít, aby mohla v budoucnu vydírat své milence zveřejněním intimních informací.
Její přítelkyně Darlene Thoresen v jednu dobu obdržela dopis, v němž Christa psala, že „je v něčem pokrk” a nějakou dobu musí „zůstat mimo radar”. Krátce na to byla Christa Helm zavražděna. Její tělo bylo nalezeno 12. února 1977 v brzkých ranních hodinách, před domem jejího agenta v Hollywoodu. Příčinou smrti bylo vykrvácení v důsledku 23 bodných ran nožem. Dle policejního vyšetřování byl charakter útoku osobní a cílem mohl být právě deník se jmény milenců. Ten se měl nacházet v Christině peněžence, která na místě nebyla nalezena.
Kvůli nedostatku důkazů nebyla vražda Christy Helm nikdy vyšetřena a případ byl odložen. V roce 2006 se policie pokusila případ znovu otevřít, což skončilo opět neúspěchem.